# Wiener Frauenakademie
Die Wiener Frauenakademie, ursprünglich Kunstschule für Frauen und Mädchen genannt, war eine 1897 gegründete künstlerische Bildungseinrichtung für Frauen in Wien.
Die Malerin Olga Prager (1872–1930) gab die Anregung zur Gründung einer öffentlichen Kunstschule für Frauen zu einem Zeitpunkt, da Frauen, die sich in Malerei, Graphik oder Bildhauerei ausbilden wollten, noch gezwungen waren, Privatunterricht zu nehmen. Mitinitiatorinnen waren Rosa Mayreder und Tina Blau sowie Ernestine Federn und deren Sohn Karl Federn. Am 1. Dezember 1897 wurde die erste Ausbildungsklasse eröffnet, Leiter war Pragers Lehrer Adalbert Seligmann. Die Vereinsateliers befanden sich zunächst in Wien 1, Schwangasse 1 (heute Marco d’Aviano Gasse), Bäckerstraße 1, Tuchlauben 8 (1901), Tegetthoffstraße, Stubenring 12 (ab 1904/05, eine 350 m² große Dachgeschoßwohnung), Bibergasse 8 und Stubenring 16 (1911/12), Henslerstraße 3 im 3. Bezirk (kunstgewerbliches Atelier ab 1914 und bis 1932 eine 240 m² große Atelierwohnung).
1897 leitete Adalbert Franz Seligmann den ersten „Curs für Kopf und Akt“ mit 16 Schülerinnen. 1898 übernahm Tina Blau den „Curs für Landschaft und Stilleben“. Es folgten ein Kurs für Anatomie und Akt (Lehrer: Seligmann) und für Perspektive (Fulda). 1898 hatte die Schule 64 Schülerinnen, im 2. Schuljahr bereits 120. Der Maler Ludwig Michalek unterrichtete „Kopf und Akt“ sowie einen Radierkurs; als vierter Hauptkurs wurde 1898 eine „Modellirklasse“ für Plastiken eröffnet, die der Bildhauer Richard Kauffungen leitete. Unentgeltlich geführte Nebenkurse waren Perspektive (Schiffer) und Anatomie (Zuckerkandl). Naturstudien für kunstgewerbliche Zwecke wurde von Tina Blau übernommen. Zwischen 1900 und 1910 unterrichtete Adolf Boehm dekorative und angewandte Kunst an der Schule. Der Architekt Max Fabiani unterrichtete Ornamentik und Stillehre sowie „Moderne Wohnungseinrichtung“. Ab 1900 gab es den Kurs „Zeichnen und Malen nach dem lebenden Modell“ von Hans Tichy. 1902 übernahm Georg Klimt einen Kurs für kunstgewerbliche Metallarbeiten und Friedrich König für Holzschneidekunst. Ab 1900 ergänzten theoretische Vorlesungen des Vereins „Österreichischer Hochschuldozenten Athäneum“ das Angebot. Im 7. Vereinsjahr 1903 wurde ein Kurs für ornamentale Schrift durch Rudolf von Larisch neu aufgenommen sowie ein Radierclub gegründet, der jährlich eine Mappe bei Artaria verlegte.
Die Schule finanzierte sich aus dem zu entrichtenden Schulgeld sowie aus Spenden; erst ab 1910 erhielt sie eine jährliche Subvention von 1200 Kronen durch das Kultusministerium, während des Ersten Weltkriegs nurmehr 700 Kronen. 1908 erhielt die Schule Öffentlichkeitsrecht verliehen, gebunden an die Bedingung, einen Leiter zu bestimmen, dies übernahm Richard Kauffungen. 1918/19 wurde eine „Akademische Klasse“ eingerichtet, um die Ausbildung der noch immer Männern vorbehaltenen an der Akademie gleichwertig mit ministeriellem Erlass einzustufen, und die Subventionen auf 10.000 Kronen erhöht. Die akademische Ausbildung umfasste Malerei, Bildhauerei und Grafik; die „Hilfsfächer“ (Stillehre, Kunst- und Kulturgeschichte, Farbenlehre und -chemie) waren an der Akademie der Bildenden Künste zu besuchen, wobei sich die dort Lehrenden weigerten, Note und Unterschrift in die Kunstschulzeugnisse zu unterfertigen und stattdessen Hospitantenzeugnisse ausstellten.
Bekannte Lehrer waren unter anderem Rudolf Jettmar, Josef Stoitzner und Ludwig Michalek. Die Hauptlehrer wurden um 1920 als Professoren in den Staatsdienst übernommen. 1920/21 wurde die Legitimierung der Schule dadurch erschüttert, dass ab diesem Jahr Frauen in der Kunstakademie zugelassen wurden, woraufhin der Direktor Kauffungen um den Fortbestand bangte und in Richtung einer spezifisch weiblichen Kunstausbildung argumentierte. 1926 wurde der Verein umbenannt in Wiener Frauenakademie und Schule für freie und angewandte Kunst. Die nun im 3. Bezirk Landstraße (Siegelgasse 2–4) domizilierte Schule zählte um 1930 etwa 300 Schülerinnen und 17 Lehrkräfte.
Heinrich Zita wurde nach seiner Ernennung zum Professor 1927 die Professur für Bildhauerei in der Nachfolge von Richard Kauffungen übertragen, in den Jahren von 1932 bis 1938 führte er an dieser zudem die Direktionsgeschäfte.
In der NS-Zeit wurde die Privatschule 1939 von der Gemeinde Wien übernommen und der Schulzweck auf den einer Kunst- und Modeschule der Stadt Wien umorientiert. Das Gebäude wurde zu Kriegsende durch einen Bombentreffer zerstört. Die 1946 gegründete Modeschule Wien in Schloss Hetzendorf stellt eine Art Fortsetzung der Wiener Frauenakademie dar.